# N. R. Acharya
N. R. Acharya (* 1909 in Karatschi; † 1993) war ein indischer Filmregisseur und -produzent.

## Leben
Er begann 1934 als Angestellter der East India Film Company in Kolkata, einem der ersten Tonfilmstudios in Indien. Später wechselte er zu Bombay Talkies und drehte dort einige der ersten Filme unter der neuen Führung von Sashadhar Mukerji. Seinem Debütfilm Azad folgte der kommerzielle Hit Bandhan, beide mit Leela Chitnis und Ashok Kumar in den Hauptrollen, und 1941 Naya Sansar, für den Khwaja Ahmad Abbas sein erstes Drehbuch schrieb. Von 1942 bis 1950 war Acharya auch als Produzent tätig. Als erster Film seiner „Acharya Arts Prod.“ entstand 1942 Kishore Sahus Kunwara Baap.

## Filmografie
- 1940: Azad
- 1940: Bandhan
- 1941: Naya Sansar
- 1942: Uljhan
- 1943: Aage Kadam
- 1949: Parivartan
- 1949: Shohrat (Ko-Regie mit K. Amarnath)
- 1950: Lagna Mandap
- 1956: Dhola Maru